# Sant Pau del Seminari
Sant Pau del Seminari és una capella del municipi de Tarragona protegida com a bé cultural d'interès local. És un dels testimonis més antics i millor conservats del romànic tarragoní. La capella es menciona en un document de principis del segle xiii. Vinculada amb Santa Tecla la Vella i amb detalls decoratius del recinte claustral.

## Arquitectura
Temple minúscul de només una nau se sembla al de Santa Tecla la Vella.
Amb planta rectangular i columnes a cada costat amb capitells corintis, a la façana principal hi ha una porta amb llinda, sobreposada amb posterioritat, sense dubte, degut al desgast de la primera ogival la qual encara resta a l'interior. Té, també, un frontó decorat. Entre aquest i la llinda s'obre una rosassa circular.
Estructura de planta rectangular, de dos trams, sense creuer ni capelles afegides i de petites dimensions (7,75 per 3,5 metres). Fou construïda amb carreus ben escairats de petites dimensions (però mida regular) en un estil romànic de finals del segle xii o principis del XIII (1215).
Orientada al sud-est, a l'interior es veuen voltes de creueria quadripartita i nervis similars, en secció, als del claustre, les claus mostren relleus amb un ocell i una flor, els arcs descansen en mènsules.
A la capçalera recta es veu una finestra que en origen il·luminava l'interior, quan es construeix el nou Seminari pontifici (acabat el 1886), la capella queda en un angle del pati i les galeries noves no deixen passar la llum des de la finestra.
El mur exterior està decorat amb columnes rematades per capitells corintitzants, adossades a cadascun dels angles i a mitjan façana lateral. S'observen carreus que presenten diferents marques de picapedrers i tot el perímetre exterior de la construcció mostra a la part alta unes arcuacions lobulades, molt similars a les del claustre de la catedral.
La façana principal presenta una portalada de llinda rectangular emmarcada per lleuger frontó amb uns relleus de garlandes de talls vegetals. Es veuen les restes d'un arc de mig punt que correspondria a l'entrada original, ja que la llinda és un afegit posterior.
En la part superior es veu una rosassa decorada amb soguejat i motllures i la construcció es remata per una cornisa d'arcuacions cegues lobulades a manera de guardapols. Sobre la façana, de factura moderna, hi ha un petit campanar d'espadanya. Per altra banda, s'obren dues finestres a cadascuna de les façanes laterals.
Per accedir-hi s'ha de pujar quatre graons que es perllonguen a tot el llarg d'aquesta façana, però a les fotografies antigues es veu que el nivell del paviment abans estava més alt.

## Història
Al començament la capella donava al petit carreró de sant Pau que va desaparèixer quan el 1883 s'inicià la construcció del nou i actual seminari i se li donà més amplitud al carrer, restant des d'aleshores la capella a l'interior del nou edifici.
Alguns historiadors han cregut que allà predicà l'apòstol Pau quan vingué a Tarragona perquè es tracta d'una roca molt visible. És sobre ella on fou construïda la capella, però no s'ha confirmat res.
El fet de dedicar l'esglesiola al Sant podria tenir relació amb la comunitat que, instituïda al lloc, es dedicava a l'assistència dels canonges vells o malalts i que sembla tenia la residència al costat mateix de la capella.
A un document de 1233 consten els noms dels preveres infermers de la capella de Sant Pau.